# 1518
1518 (MDXVIII) je bilo navadno leto, ki se je po julijanskem koledarju začelo na petek.

## Dogodki
- 1. januar

## Rojstva
- 3. julij - Li Šidžen, kitajski zdravnik, avtor farmakologije Bencao gangmu († 1593)

## Smrti
- Kabir, indijski hindujski pesnik in mistik (* 1440)
- Mohamed Amin, kan Kazanskega kanata (* okoli 1469)